# Panola (Illinois)
Pour les articles homonymes, voir Panola.
Panola est un village situé à l'est du comté de Woodford, dans l'Illinois, aux États-Unis,. Il est incorporé le 18 juin 1902.

## Démographie
Lors du recensement de 2010, le village comptait une population de 45 habitants. Elle est estimée, en 2016, à 50 habitants.

### Source de la traduction
- (en) Cet article est partiellement ou en totalité issu de l’article de Wikipédia en anglais intitulé « Panola, Illinois » (voir la liste des auteurs).